# Kurt von Eyb
Kurt Eduard Franz Freiherr von Eyb (* 25. Juni 1864 in Ansbach; † 21. Juli 1942 in Rammersdorf) war ein deutscher Verwaltungsjurist und Bezirksamtmann.

## Leben

### Herkunft und Familie
Kurt von Eyb entstammte dem fränkischen Uradelsgeschlecht von Eyb mit dem Stammsitz in Eyb, Ortsteil von Ansbach. Er war der Sohn des Offiziers Richard Matthäus Ludwig Otto Freiherr von Eyb (1834–1891) und dessen Ehefrau Marie Eugenie Auguste Rosa geb. Limmer (* 1842 in München) und verheiratet mit Mathilde von Thüngen (1872–1947). Aus der Ehe stammt die Tochter Irmgard Marie Emma * 17. Mai 1899; † 25. Juli 1989, die am 26. Juli 1925 den General Friedrich Jobst Volckamer von Kirchensittenbach geheiratet hat.

### Beruflicher Werdegang
Von Eyb entschied sich  nach dem Großen juristischen Staatsexamen im Jahre 1891 für eine Karriere im Staatsdienst und wurde  am 12. Oktober 1894 Bezirksamtsassessor in Neu-Ulm, 1898 in Rosenheim und 1900 in Bad Kissingen. Am 1. März 1904 erhielt er die Ernennung zum Bezirksamtmann im Bezirksamt Fürth. Am 12. März 1911 zum Regierungsrat befördert, blieb er dort bis Ende Oktober 1919 im Amt. Er wechselte zur Regierung von Oberbayern und war zeitweise bei der bayerischen Verwertungsstelle für Heeresgut beschäftigt. 1920 zum Oberregierungsrat befördert, ging er zum 1. August 1929 in den Ruhestand.
Von Eyb war Rittmeister bei der Landwehr-Kavallerie.